# Acquedotto coattivo
La servitù da acquedotto coattivo è disciplinata dagli articoli del Codice Civile dal 1033 al 1046.
L'articolo 1033 recita in particolare: "Il proprietario è tenuto a dare passaggio per i suoi fondi alle acque di ogni specie che si vogliano condurre da parte di chi ha, anche solo temporaneamente, il diritto di utilizzarle per i bisogni della vita e per usi agrari e industriali." Da tale servitù sono esenti case, cortili, giardini ed aie.
Al fine della costituzione di tale servitù è necessario che il fondo dominante (colui che vuol far passare le proprie acque su un fondo altrui), dimostri:
- di avere diritto di servizi dell'acqua che deve far passare sul fondo altrui (fondo servente);
- dimostrare che l'acqua di cui ha bisogno e che deve passare nel fondo servente, è in quantità sufficiente ai propri bisogni, ed è facilmente reperibile;
- dimostrare che il passaggio proposto è il meno pregiudizievole per il fondo servente;
- costruire a sue spese l'acquedotto;
- pagare al proprietario del fondo servente la relativa indennità, prima di intraprendere la costruzione dell'acquedotto.